# هارتپری
هارتپری (به انگلیسی: Hartpury) یک روستا و محله مدنی در بریتانیا است که در Forest of Dean واقع شده‌است. هارتپری ۱٬۶۴۲ نفر جمعیت دارد.